# Leiodytes regimbarti
Leiodytes regimbarti är en skalbaggsart som först beskrevs av Guignot 1936.  Leiodytes regimbarti ingår i släktet Leiodytes och familjen dykare. Inga underarter finns listade i Catalogue of Life.